# کوتا یامادا
کوتا یامادا (انگلیسی: Kota Yamada؛ زادهٔ ۱۰ ژوئیهٔ ۱۹۹۹) بازیکن فوتبال اهل ژاپن است.
از باشگاه‌هایی که در آن بازی کرده‌است می‌توان به باشگاه فوتبال یوکوهاما مارینوس اشاره کرد.